# Сёмин, Константин Викторович
Константи́н Ви́кторович Сёмин (род. 16 марта 1980, Свердловск, СССР) — российский журналист, телеведущий, блогер, режиссёр-документалист, публицист и музыкант.
Бывший ведущий авторской программы «АгитПроп» («Агитация и пропаганда») на телеканале «Россия-24». Являлся членом Изборского клуба. В настоящее время является автором и ведущим канала на YouTube.

## Биография
Родился 16 марта 1980 года в Свердловске. Получил среднее образование в гимназии № 99 в 1996 году. По словам Константина, изначально планировал поступление в архитектурный институт, однако, после победы в конкурсе юных корреспондентов с заметкой, опубликованной в областной молодёжной газете «На смену!» поступил на факультет журналистики Уральского государственного университета имени А. М. Горького, который окончил в 2001 году
Начал свою карьеру на телевидении в 1996 году, будучи студентом. В период с 1996 по 2000 год работал в местных телекомпаниях АСВ и АТН, а также на областном телевидении. По приглашению Александра Любимова, участвовал в подготовке выпусков телепередачи «Взгляд», сняв два видеосюжета. Один из них был посвящен конфликту на Выборгском целлюлозно-бумажном комбинате в 1998 году, где, как он утверждал, были затронуты интересы банковской группы связанной с Тамбовской ОПГ и интересы неназванного водочного магната. Отснятый материал не был показан в эфире. После встречи в студии передачи с главой фонда «Город без наркотиков» Е. В. Ройзманом, принял решение не продолжать сотрудничество с телепередачей «Взгляд».
В 1998 году основал музыкальную группу «Свинни Пух» в жанре «экстремальный поп», которая позже была переименована в «Put_in». Группа просуществовала до 2003 года.
Работая на свердловском областном телевидении и ведя еженедельную передачу «Накануне», совершал командировки на границу с Чеченской Республикой и Республикой Дагестан. В ходе командировки освещал деятельность различных подразделений милиции и 22-й бригады внутренних войск, а также снял документальный фильм «Рай в тени сабель».
В ходе одной из командировок в Чечню во время работы над фильмом о сотрудниках областного УФСБ, во время съемки у ямы с ядовитыми газами, потерял сознание. Лейтенант среднеуральского ОМОН Юрий Ильченко погиб при его спасении.
Работал собственным корреспондентом журнала «Эксперт» по Уралу, освещая вопросы, связанные со вторым переделом собственности в России. Также провёл интервью с Б. А. Березовским и В. Ф. Вексельбергом, М. С. Черным и его братьями.
С ноября 2000 года занимал должность корреспондента программы «Вести» на канале РТР, который позднее стал известен как «Россия» и «Россия-1». В рамках этой работы готовил репортажи для информационно-аналитической программы «Вести недели».
В своей работе корреспондента телеканала РТР готовил репортажи с заседаний Федерального собрания и Правительства Российской Федерации.
В 2001 году в составе группы журналистов освещал события в пакистанской провинции Вазиристан, связанные с началом операции «Несокрушимая свобода».
24 декабря 2001 года работал в качестве обкора в Екатеринбурге во время «прямой линии» передавал вопросы граждан президенту Путину, Владимиру Владимировичу
В 2002 году освещал террористический акт на Дубровке, а в 2003 году готовил материалы про Иракскую войну.
Совершил ряд журналистских командировок в Македонию и Сербию.
Является единственным российским тележурналистом, побывавшим на американском авианосце «Гарри Трумэн».
Провёл интервью с М. Б. Ходорковским и освещал ход дела ЮКОСа.
С января 2004 по март 2007 года работал заведующим корреспондентским пунктом ВГТРК в США (Нью-Йорк). Помимо работы в США, готовил репортажи в Венесуэле, Чили и на Кубе.
2 апреля 2007 года дебютировал в качестве ведущего федерального выпуска «Вестей», где проработал до 2010 года. Параллельно с этим вёл ночную информационную программу «Вести+»[3]. В июне 2007 награждён медалью ордена «За заслуги перед Отечеством» II степени «за большой вклад в развитие отечественного телевидения и многолетнюю плодотворную работу».
Периодически выступал в программе «Специальный корреспондент» в качестве автора и ведущего нескольких репортажей.
В 2012 году получил степень магистра факультета документалистики Нью-Йоркского университета. Дипломной работой стал фильм «Don’t Cry for Your Hair», удостоенный специального приза на фестивале цифрового документального кино IIDF в Греции. Короткометражный фильм «Sound of Vision», в создании которого принимал участие. получил 5 высших наград фестиваля DocChallenge в рамках документального кинофорума HotDocs.
В 2014—2015 годах участвовал в работе Патриотической платформы «Единой России» под руководством Ирины Яровой, занимавшейся вопросами создания единого образовательного пространства в РФ.
С апреля 2014 по март 2019 года был ведущим авторской программы «АгитПроп» («Агитация и пропаганда») на телеканале «Россия-24».
С сентября 2015 года ведёт авторский канал «АгитБлог» на YouTube.
Осенью 2017 года принимал участие в президентских праймериз «Левого фронта», но уступил Павлу Грудинину. По словам Сёмина он не скрывал своего отношения к "праймериз", а также к решению КПРФ об участии в "известном аттракционе". Он отрицает, что его позиция связана с ревностью или завистью и сохраняет товарищеские отношения со многими рядовыми членами КПРФ.
С 2017 по 2024 год — постоянный член Изборского клуба. Несмотря на свое заявление что он не разделяет идеологию клуба и использует её как площадку для пропаганды, часть его статьей во многом совпадала с содержанием сайта как по содержанию так и по нарративу..
В октябре 2017 года совместно с коллегами создал музыкальную группу «Джанни Родари».
1 апреля 2019 года объявил о закрытии программы «АгитПроп» и своем уходе с телеканала «Россия-24». По его словам, причиной этого стало обнародование проектом «Последний звонок» письма инженера РКЦ «Прогресс» из Самары с негативной оценкой ситуации в отрасли. Также Сёмин выразил претензии к руководству «России-24» из-за размещения выпусков «Агитпропа» в ранние утренние или поздние ночные часы.

## Семья
Отец — Виктор Николаевич Сёмин (род. 1954), инженер и испытатель ракетной техники. Окончил среднюю школу № 9 и механико-математический факультет Новосибирского государственного университета. Работал в конструкторском бюро «Новатор», где участвовал в разработке крылатых ракет«Калибр», а также на Машиностроительном заводе имени М. И. Калинина. В 2007 году возглавлял общественную приёмную партии «Единая Россия» в Екатеринбурге.
Мать — Нина Ивановна Сёмина (род. 1957, Кустанай). Окончила филологический факультет Уральского государственного университета имени А. М. Горького. Работала редактором технической литературы на Машиностроительном заводе имени М. И. Калинина и вела кружок юных корреспондентов.  Является почётным работником сферы образования.
Имеет двух младших братьев.
Первая жена — Марина проживает вместе с детьми в США. Сын Василий. Также есть дочь (род. в 2022).

## Санкции
Постановлением Верховной Рады Украины от 21 июля 2022 года и Указом Президента Украины от 15 января 2023 года в отношении Сёмина введены санкции за распространение информации про «российское вторжение в Украину в соответствии с кремлёвской пропагандой». Также Сёмин, как российский пропагандист, был внесён ФБК в список коррупционеров и разжигателей войны.

## Политические взгляды и высказывания
По политическим взглядам Константин Сёмин считает себя марксистом и коммунистом. Хотя и отмечает, что «к этому шёл очень долго» и первоначально являлся «убеждённым либералом».
В 2022 году Константин Сёмин выступил против российско-украинской войны, не поддержал ни одну из сторон.

## Известные работы
Константин Сёмин является автором документальных телефильмов:
- «Америка-мама. Дети на экспорт» («Специальный корреспондент», 2007, показан в январе 2013 года)[58];
- «Империя добра» («Специальный корреспондент», 2008)[59];
- «Уроки молдавского» («Специальный корреспондент», 2009);
- «Украина» («Специальный корреспондент», 2010) (в соавторстве с Владимиром Меньшовым)[60];
- «Don’t Cry for Your Hair» (2012)[6];
- «Подавляющее меньшинство» («Специальный корреспондент», 2013);
- «Планета Вавилон. Хроники великой рецессии» (2013)[61];
- «Биохимия предательства» (2014)[62];
- «Лица Новороссии» («Специальный корреспондент», 2014);
- «Зёрна и плевелы» (2015)[63];
- «Радиус поражения» (2015);
- «Серые Волки» (2016);
- «Последний звонок» (2017)[6];
- «Чернонебыль» (2019).

## Скандалы

### «Заслуженная пуля» Зорана Джинджича
В ночь с 21 на 22 февраля 2008 года в эфире телеканала «Россия» прошёл выпуск программы «Вести+», вызвавший международный скандал. Ведущий выпуска Константин Сёмин, комментируя беспорядки в Сербии, вызванные провозглашением независимости Косово, в резких выражениях охарактеризовал недавнюю историю страны (начиная с Бульдозерной революции) и особенно убитого в 2003 году премьер-министра Зорана Джинджича:

Несколько лет назад обалдевшая от либеральных обещаний страна плачем провожала на тот свет западную марионетку Зорана Джинджича, человека, развалившего легендарную сербскую армию и спецслужбы, продававшего в Гаагу героев национального сопротивления за абстрактную экономическую помощь и получившего за это заслуженную пулю.

Сербское правительство потребовало у руководства «России» предоставить стенограмму передачи и разъяснить, были ли высказывания ведущего его личной инициативой или же отражением официальной позиции канала. Заявления Сёмина стали предметом обсуждения в парламенте Сербии; раздавались призывы отозвать сербского посла из России. Во время официального визита в Сербию российская делегация во главе с премьер-министром Виктором Зубковым заверила, что высказывания Сёмина не связаны с позицией властей РФ; комментариев от руководства телеканала не последовало. Сам Сёмин позднее отметил следующее: «Я освещал войны в Югославии и прекрасно понимал, о чём говорил. Программу записал один из либеральных блогеров. Власти Сербии потребовали моего увольнения. Но сербы из разных стран начали собирать подписи в мою защиту, присылали их в редакцию факсом, и начальство на это не пошло».

### «Биохимия предательства»
17 февраля 2014 года телеканал «Россия-1» показал документальный фильм Константина Сёмина «Биохимия предательства».
Автор фильма в интервью «Накануне.ru» сообщил о том, что не все герои программы были в курсе того, какой теме будет посвящён его фильм. Сёмин принёс всем извинения, сказав при этом, что хоть «речь не шла о съёмках скрытой камерой, но очень многим нам приходилось представляться иначе, чем мы должны были бы». В частности, Сёмин представлялся как сторонник Навального и убеждал участников съёмок, будто не работает на государственном канале и снимает свой собственный фильм на собственные средства.
Позднее Сёминым был опубликован материал, вносящий ясность в якобы фальсифицированные данные интервью.